# Prix Littré
 (novembre 2023).
Si vous disposez d'ouvrages ou d'articles de référence ou si vous connaissez des sites web de qualité traitant du thème abordé ici, merci de compléter l'article en donnant les références utiles à sa vérifiabilité et en les liant à la section « Notes et références ».
Pour les articles homonymes, voir Littré.
Le prix Littré est un prix littéraire annuel décerné par le Groupement des écrivains médecins en hommage à Émile Littré, lui-même médecin, lexicographe et écrivain. Il couronne des « ouvrages de tous genres, en langue française, dont l’éthique, les personnages, les idées procèdent en totalité ou en partie de cet humanisme qui est l'essence même de l'éthique médicale, écrits soit par un médecin, soit par un écrivain non-médecin ».

## Prix Littré décernés depuis 1963
La liste des prix Littré de 1963 à 2023 est :
- 1963, Les Passants, Dr Jacques Chauviré, éd. Gallimard
- 1964, L’Odeur du temps, Dr Quentin Ritzen, SADEP
- 1965, Florence et Rome, Dr Ernest Huant, éd. Debresse
- 1966, Le Crabe, Jacqueline Fabre, éditions Stock
- 1967, Pénélope de Mantoue, Flora Cès, éditions Denoël
- 1968, Sagesse et délire des formes, Pr Marcel Sendrail, éditions Hachette
- 1969, Les Médecins de l’impossible, Christian Bernadac, éditions France-Empire
- 1970, Concerto pour une âme morte, Dr Michel Laparade, éd. Pensée universelle
- 1971, Quand les Francs mouraient pour Jérusalem, Dr Georges Duhamel, éd. Plon
- 1972, Le théâtre est (et) ma vie, Pierre Bertin, Le Bélier
- 1973, Les Possédés du cœur, Dr Antoine Malaroso, éditions de Trévise
- 1974, Harmonie ou les horreurs de la guerre, Dr Jean Freustié, éd. Grasset
- 1975, Le Vin de feu, Dr Gaston Baissette, éditions Julliard
- 1976, Les Mots pour le dire, Marie Cardinal, éditions Grasset
- 1977, Ces malades qui nous gouvernent, Dr Pierre Rentchnick et Pierre Accoce, éditions Stock
- 1978, Le Mal du siècle, Pierre Desgraupes, éditions Grasset
- 1979, L’Ergot de seigle, Guy-Marie Vianney, nouvelles éditions Baudinière
- 1980, Peur-Mouche, Béatrice Canoui, éditions France-Empire
- 1981, La Souffrance et le génie, Pr Fernand Destaing, nouvelles éditions Baudinière
- 1982, Les Larmes des autres, Dr Robert Heyblon, éditions Denoël
- 1983, Toubib des Tropiques, Dr Léon Lapeyssonnie, éditions Robert Laffont
- 1984, Le Paria du Danube, Dr Jean Thuillier, éditions Balland
- 1985, Le Malingot, Dr Gilbert Schlogel, éditions Belfond
- 1986, Et la paix, docteur ?, Dr Jean-Pierre Willem, éditions Robert Laffont
- 1987, Ambroise Paré, Paule Dumaître, éditions Perrin
- 1988, Le Sein dévoilé, Dr Dominique Gros, éditions Stock
- 1989, Le Temps des joies secrètes, Dr André Dufilho, éditions Deucalion
- 1990, Bichat, la vie fulgurante d'un génie, Drs Nicolas Dobo et André Role, éditions Perrin
- 1991, Les Hommes qui marchent, Dr Malika Mokeddem, éditions Ramsay
- 1992, L’Amant du Roi, Louis XIII-Luynes, Jean-Claude Pascal, éditions du Rocher
- 1993, Le Labyrinthe des alchimistes, Dr Claude Grellet, éditions François Bourin
- 1994, La Montagne des singes, Dr Pierre Lestrade, éditions Phébus
- 1994, Robespierre ou le délire décapité, Dr Pierre-Alexandre Bourson, éditions Buchet/Chastel
- 1995, Dernier avis avant la fin du monde, Dr Xavier Emmanuelli, éditions Albin Michel
- 1996, Tout l’humour de Clemenceau, Guy Breton, éditions Jacques Grancher
- 1997, De toute urgence, Dr Lorraine Fouchet, éditions Flammarion
- 1998, Les Marées d’équinoxe, Dr Louis Pouliquen, éditions Coop Breizh
- 1999, Aarmatour, Dr Gilbert Soussen, éditions L'Harmattan
- 2000, Le Secret de Brocéliande, Dr Franck Senninger (pseudo : F. Berneri Croce), éditions des Écrivains
- 2001, ex aequo : L’Écharde, Dr Madeleine Kahn, éditions des Écrivains, et Une vie en blanc, Nicole Morelle, éditions France-Empire
- 2002, Une aventure algérienne, Pr Pierre Godeau, éditions Flammarion
- 2003, Cruelles retrouvailles, Dr Denis Labayle, éditions Julliard
- 2004, ex aequo : Une petite douleur à l’épaule gauche, Jean-Marc Sylvestre, éditions Ramsay, et Et si l’homme devait mourir, Dr Jean-Marie Fontrouge, éditions Autrement
- 2005, ex aequo : La folle histoire, Dr Laurent Seksik, éditions JC Lattès, et Journal d’un médecin de banlieue, Dr Francis Cohen, (pseudo : Francis Coven), éditions de la Martinière
- 2006, Loin à l'intérieur, Dr Armand Cabasson, éditions de l'Oxymore
- 2007, ex aequo : La Vengeance, Dr Jean-François Hutin, éditions France-Empire, et Mais qu’en pense la police ?, Dilan Ravec (Dr Daniel Vrac), éditions Publibook
- 2008, Manipulation : deux ados face à une secte, Dr Catherine Armessen, éditions Cheminements
- 2009, Un jour viendra où vous n’aimerez plus qu’elle, Dr Jean-Marie Chevrier, éditions Albin Michel
- 2010, Meurtre pour de bonnes raisons, Dr Olivier Kourilsky, éditions Glyphe
- 2011, Seul à savoir, Dr Patrick Bauwen, éditions Albin Michel
- 2012, Le vieil homme sur le banc, Dr Jean-Noël Durand, éditions SNEM de Limoges
- 2013, L’histoire de la chirurgie – Du silex à nos jours, Dr Pierre-Louis Choukroun, éditions du Dauphin
- 2014, catégorie roman : Le collier rouge, Dr Jean-Christophe Rufin, éditions Gallimard ; catégorie essai : Mémoires d’un enfant de Colbert, Dr Jean Louis, éditions L’Harmattan
- 2015, catégorie roman : Et la clinique... bordel !, Pr Jean-Louis Dupond, éditions Graine d'auteur ; catégorie essai : Hippocrate aux enfers – Les médecins des camps de la mort,  Dr Michel Cymes, éditions Stock
- 2016, catégorie roman : Babel epidemic, Dr Sybile Vardin, éditions L'Harmattan ; catégorie essai : l'Erreur de Broca, Pr Hugues Duffau, éditions Michel Lafon
- 2017, catégorie roman : L'homme fatigué, Dr Jean-Jacques Erbstein, éditions Feuillage ; catégorie essai : Vermeer 1632-1675, une douce mélancolie, Dr Serge Kernbaum, éditions Somogy, ex aequo avec 17 femmes prix Nobel de sciences, Pr Hélène Merle-Béral, éditions Odile Jacob
- 2018, catégorie roman : La vallée des térébinthes, Dr Gilles Touati, éditions de la Librairie du Labyrinthe ; catégorie essai : Médecin au cœur des hommes, Dr Christian Hugue, éditions Anfortas
- 2019, catégorie roman : ex aequo Rumeurs 1789, les enquêtes d'Augustin Duroch, Dr Anne Villemin Sicherman, éditions La Valette, et Ambroise Paré, chirurgien des rois et roi des chirurgiens, Dr Yves Aubard, éditions La Geste ; catégorie Essai : Les invalidés : nouvelles réflexions philosophiques sur le handicap, Bertrand Quentin, éditions érès
- 2020, Le manuscrit perdu de Pierre Loti, Dr Philippe Liverneaux, Jérôme Do Bentzinger éditeur
- 2021, catégorie roman : La femme du Kilimandjaro, Dr Arnaud Buffin-Parry et Mme Marianne Buffin-Parry, éditions du Mont Blanc ; catégorie essai : Heurs, bonheur et malheur, Pr Patrick Vincelet et Jean Claude Lavigne, éditions du Cerf
- 2022, catégorie roman : La Montée à l’Empyrée, Dr Pierre Le Franc, éditions F. Deville (Bruxelles) ; catégorie essai : Vivre son destin, vivre sa pensée, Mme Anne-Lyse Chabert, éditions Albin Michel ; catégorie roman historique : La Nouvelle Angoulême, Dr Patrice Lancel, Éditions Anfortas
- 2023, catégorie roman : Jusqu’à la faim, Dr Éric Dumont, éditions du Net ; catégorie essai : Pénurie de soignants, l’enquête choc !, Dr Murielle Mollo, éditions Anfortas ; catégorie roman historique : Charles Quint entre grandeur et humilité, Mme Isabelle de Montgolfier et M. Pierre Angotti, éditions Médiaspaul ; prix Littré - Jean-Pierre Goiran : Hyacinthe, l’Indien au sang bleu, de la liberté à l’esclavage, Dr Philippe Douarec, éditions Ipagine ; Prix Suzanne Rafflé de Chevaniel du livre d’Art : Au bonheur des Arts, sur Bordeaux l’art chrétien et les artistes du monde, Pr Jacques Battin, éditions Fiacre ; Prix Paul Fleury et AMVARP : Petite histoire de la médecine, Des croyances à la preuve, Pr Philippe Casassus, éditions Temporis.